# Kenneth Starr
Kenneth Winston Starr (Vernon, Texas, 21 de julio de 1946-Houston, 13 de septiembre de 2022) fue un abogado y juez estadounidense autor del Informe Starr, que condujo al proceso de destitución de Bill Clinton. Dirigió una investigación de miembros de la administración Clinton, conocida como la controversia Whitewater, de 1994 a 1998. Starr se desempeñó anteriormente como juez federal de apelaciones en la Corte de Apelaciones de los Estados Unidos para el Circuito del Distrito de Columbia de 1983 a 1989 y como procurador general de los Estados Unidos de 1989 a 1993 durante la presidencia de George H. W. Bush.  

## Biografía
Designado por el presidente Bill Clinton para ocupar la Oficina de Consejeros Independientes; en ese cargo le tocó investigar el suicidio del asesor adjunto de la Casa Blanca Vince Foster y los negocios inmobiliarios de Whitewater. Presentó al Congreso el Informe Starr, que abrió el camino para el juicio de Bill Clinton por las acusaciones relacionadas con el escándalo de Monica Lewinsky. 
Se desempeñaba como decano de la Pepperdine University School of Law en Malibu, California.
Falleció en la mañana del 13 de septiembre de 2022, en el Hospital Baylor St. Luke's Medical Center de Houston (Texas), debido a complicaciones en una cirugía.